# Tălmaciu
Tălmaciu (en húngaro: Nagytalmács) es una ciudad de Rumania en el distrito de Sibiu.

## Geografía
Se encuentra a una altitud de 387 m s. n. m. a 259 km de la capital, Bucarest.

## Demografía
Según estimación 2012 contaba con una población de 5 152 habitantes.
| 1948 | 1956 | 1966 | 1977 | 1992  | 2002  | 2012  |
| s/d  | s/d  | s/d  | s/d  | 9 369 | 8 837 | 5 152 |